# L'Espurneig
L'Espurneig és un curtmetratge català de 2023 dirigit per Lluís Domingo i Roger Bach. Ambientat durant l'hivern de 1890, el film explora els orígens de la tradició del tió de Nadal a través d'una història situada als Pirineus, on un nen de set anys descobreix i preserva un tronc destinat a ser cremat, donant lloc a una tradició familiar.

## Argument
El curtmetratge se situa durant l'hivern de 1890-1891, un dels més freds de la història recent de Catalunya, amb temperatures que van arribar fins als -22 °C als Pirineus (aquest episodi es coneix popularment com la Gran Fredorada). La història gira al voltant d'Enric, un nen de set anys, qui, enmig d'una nevada intensa, salva un tronc de ser cremat i el transforma en una figura simbòlica. Aquest acte marca l'inici d'una tradició familiar nadalenca, que perdura al llarg de generacions. La pel·lícula retrata diferents èpoques històriques, incloent-hi la postguerra, tot destacant la capacitat de mantenir viva la màgia i la il·lusió durant els moments més difícils.

## Producció i localització
L'Espurneig es va rodar en una masia del segle XII als afores de Castellar del Vallès. La pel·lícula recrea diverses èpoques històriques, amb especial atenció al 1890 i la postguerra.

## Premis
- Premis Oriana 2024: Millor Fotografia i Millor Banda Sonora[4]